# Gustaf Cannelin
Gustaf Cannelin, född 26 augusti 1815 i Pyhäjoki, död 5 juni 1885 i Korsholm, var en finländsk skolman och präst.
Cannelin blev filosofie doktor 1844. Han verkade 1844–1861 som lektor i grekiska vid Vasa lyceum, därefter kyrkoherde i Sääksmäki och från 1873 i Korsholm. Han var en av sin tids flitigaste översättare; till exempel hans översättning till finska av Sveriges rikes lag (1865) har ansetts mycket högkvalitativ. Han deltog 1869–1975 i arbetet på Elias Lönnrots Finskt-svenskt lexikon. Hans son Knut Cannelin och hans sonson Aulis Cannelin var också lexikografer.